# Nychiodes aphrodite
Nychiodes aphrodite is een vlinder uit de familie spanners (Geometridae). De wetenschappelijke naam is voor het eerst geldig gepubliceerd in 1994 door Hausmann & Wimmer.
De soort komt voor in Europa.